# Olympisches Fußballturnier 1980/Gruppe C
| Pl. | Land     | Sp. | S | U | N | Tore    | Diff. | Punkte |
| --- | -------- | --- | - | - | - | ------- | ----- | ------ |
| 1.  | DDR      | 3   | 2 | 1 | 0 | 007:100 | +6    | 05:10  |
| 2.  | Algerien | 3   | 1 | 1 | 1 | 004:200 | +2    | 03:30  |
| 3.  | Spanien  | 3   | 0 | 3 | 0 | 002:200 | ±0    | 03:30  |
| 4.  | Syrien   | 3   | 0 | 1 | 2 | 000:800 | −8    | 01:50  |

Gruppe C im olympischen Fußballturnier 1980:

## Spiele

### DDR – Spanien 1:1 (0:0)
| DDR                                                                      | DDR | Spanien | Spanien |
| ------------------------------------------------------------------------ | --- | --- | ------- |
| DDR                                                                      | \| 1. Gruppenspieltag \| \| Sonntag, 20. Juli 1980 um 17:00 Uhr (MEZ) in Kiew (Stadion der Republik) \| \| Zuschauer: 100.000 \| \| Schiedsrichter: Ulf Eriksson ( Schweden) \| \| Spielbericht \|                                                            | \| 1. Gruppenspieltag \| \| Sonntag, 20. Juli 1980 um 17:00 Uhr (MEZ) in Kiew (Stadion der Republik) \| \| Zuschauer: 100.000 \| \| Schiedsrichter: Ulf Eriksson ( Schweden) \| \| Spielbericht \|                                                                             | Spanien |
| DDR                                                                      | Bodo Rudwaleit – Norbert Trieloff – Artur Ullrich, Lothar Hause, Frank Baum – Frank Terletzki (82. Matthias Liebers), Rüdiger Schnuphase, Wolfgang Steinbach – Jürgen Bähringer (72. Werner Peter), Dieter Kühn, Wolf-Rüdiger Netz Cheftrainer: Rudolf Krause | Francisco Buyo – Agustín Gajate – Santiago Urquiaga, Miguel De Andres, Quique Ramos – Joaquín Alonso, Víctor Muñoz, David López Fernández (74. Francisco Güerri) – Poli Rincón, Marcos Alonso Peña (90. Urbano Ortega), Ángel González Cheftrainer: José Santamaría ( Uruguay) | Spanien |
| DDR                                                                      | 1:0 Kühn (49.) | 1:1 M. Alonso (50.) | Spanien |
| DDR                                                                      | Bähringer (3.) | Urquiaga (5.), M. Alonso (10.) | Spanien |
| 1. Gruppenspieltag                                                       | | |         |
| Sonntag, 20. Juli 1980 um 17:00 Uhr (MEZ) in Kiew (Stadion der Republik) | | |         |
| Zuschauer: 100.000                                                       | | |         |
| Schiedsrichter: Ulf Eriksson ( Schweden)                                 | | |         |
| Spielbericht                                                             | | |         |

### Algerien – Syrien 3:0 (1:0)
| Algerien                                                            | Algerien | Syrien | Syrien |
| ------------------------------------------------------------------- | --- | --- | ------ |
| Algerien                                                            | \| 1. Gruppenspieltag \| \| Sonntag, 20. Juli 1980 um 17:00 Uhr (MEZ) in Minsk (Dinamo-Stadion) \| \| Schiedsrichter: Vojtěch Christov ( Tschechoslowakei) \| \| Spielbericht \|                                                                             | \| 1. Gruppenspieltag \| \| Sonntag, 20. Juli 1980 um 17:00 Uhr (MEZ) in Minsk (Dinamo-Stadion) \| \| Schiedsrichter: Vojtěch Christov ( Tschechoslowakei) \| \| Spielbericht \|                                                               | Syrien |
| Algerien                                                            | Mourad Amara – Mahmoud Guendouz – Chaabane Merzekane (79. Abderrahmane Derouaz), Mohamed Khedis, Salah Larbès – Bouzid Mahyouz, Ali Fergani , Lakhdar Belloumi (79. Djamel Menad) – Tedj Bensaoula, Rabah Madjer, Salah Assad Cheftrainer: Mahieddine Khalef | Ide Berakdar – Ibrahim Mouhallami – Jihad Chit, Mohamed Dahman, Riad Asfahani – Mohammad Jazaeri, Anouar Abdul-Kader (80. Ahmed Haouache), Abdulfattah Hadna – Marwan Medrati, Kifork Mardakyan, Omar Aleiane Hojer Cheftrainer: Joseph Chadli | Syrien |
| Algerien                                                            | 1:0 Belloumi (36.) 2:0 Madjer (48.) 3:0 Merzekane (73.) Strafstoß | | Syrien |
| Algerien                                                            | Asfahani (44.), Dahman (63.) | | Syrien |
| 1. Gruppenspieltag                                                  | | |        |
| Sonntag, 20. Juli 1980 um 17:00 Uhr (MEZ) in Minsk (Dinamo-Stadion) | | |        |
| Schiedsrichter: Vojtěch Christov ( Tschechoslowakei)                | | |        |
| Spielbericht                                                        | | |        |

### DDR – Algerien 1:0 (0:0)
| DDR                                                                       | DDR | Algerien | Algerien |
| ------------------------------------------------------------------------- | --- | --- | -------- |
| DDR                                                                       | \| 2. Gruppenspieltag \| \| Dienstag, 22. Juli 1980 um 18:00 Uhr (MEZ) in Kiew (Stadion der Republik) \| \| Zuschauer: 70.000 \| \| Schiedsrichter: Romualdo Arppi Filho ( Brasilien) \| \| Spielbericht \|                             | \| 2. Gruppenspieltag \| \| Dienstag, 22. Juli 1980 um 18:00 Uhr (MEZ) in Kiew (Stadion der Republik) \| \| Zuschauer: 70.000 \| \| Schiedsrichter: Romualdo Arppi Filho ( Brasilien) \| \| Spielbericht \|                                                  | Algerien |
| DDR                                                                       | Bodo Rudwaleit – Norbert Trieloff – Frank Uhlig, Lothar Hause, Artur Ullrich – Frank Terletzki , Rüdiger Schnuphase, Wolfgang Steinbach – Jürgen Bähringer, Dieter Kühn (87. Matthias Liebers), Werner Peter Cheftrainer: Rudolf Krause | Mourad Amara – Mahmoud Guendouz – Chaabane Merzekane, Mohamed Khedis, Salah Larbès – Bouzid Mahyouz (83. Abderrahmane Derouaz), Ali Fergani , Lakhdar Belloumi – Tedj Bensaoula, Rabah Madjer (78. Djamel Menad), Salah Assad Cheftrainer: Mahieddine Khalef | Algerien |
| DDR                                                                       | 1:0 Terletzki (61.) | | Algerien |
| DDR                                                                       | Mahyouz (21.), Fergani (29.), Madjer (50.) | | Algerien |
| 2. Gruppenspieltag                                                        | | |          |
| Dienstag, 22. Juli 1980 um 18:00 Uhr (MEZ) in Kiew (Stadion der Republik) | | |          |
| Zuschauer: 70.000                                                         | | |          |
| Schiedsrichter: Romualdo Arppi Filho ( Brasilien)                         | | |          |
| Spielbericht                                                              | | |          |

### Spanien – Syrien 0:0
| Spanien                                                              | Spanien | Syrien | Syrien |
| -------------------------------------------------------------------- | --- | --- | ------ |
| Spanien                                                              | \| 2. Gruppenspieltag \| \| Dienstag, 22. Juli 1980 um 18:00 Uhr (MEZ) in Minsk (Dinamo-Stadion) \| \| Schiedsrichter: José Castro Lozada ( Venezuela) \| \| Spielbericht \| | \| 2. Gruppenspieltag \| \| Dienstag, 22. Juli 1980 um 18:00 Uhr (MEZ) in Minsk (Dinamo-Stadion) \| \| Schiedsrichter: José Castro Lozada ( Venezuela) \| \| Spielbericht \|                                                                     | Syrien |
| Spanien                                                              | Agustín Rodríguez Santiago – Agustín Gajate – Santiago Urquiaga, Miguel De Andres, Quique Ramos – Joaquín Alonso, Víctor Muñoz , David López Fernández – Poli Rincón (65. Urbano Ortega), Marcos Alonso Peña, Ángel González (81. Manuel Zúñiga) Cheftrainer: José Santamaría ( Uruguay) | Ide Berakdar – Ibrahim Mouhallami – Jihad Chit, Mohamed Dahman, Abdulfattah Hadna – Mohammad Jazaeri, Anouar Abdul-Kader, Omar Aleiane Hojer – Marwan Medrati, Kifork Mardakyan, Elia Nabil Shana (85. Samer Assassa) Cheftrainer: Joseph Chadli | Syrien |
| Spanien                                                              | Berakdar (85.) | | Syrien |
| 2. Gruppenspieltag                                                   | | |        |
| Dienstag, 22. Juli 1980 um 18:00 Uhr (MEZ) in Minsk (Dinamo-Stadion) | | |        |
| Schiedsrichter: José Castro Lozada ( Venezuela)                      | | |        |
| Spielbericht                                                         | | |        |

### DDR – Syrien 5:0 (3:0)
| DDR                                                                         | DDR | Syrien | Syrien |
| --------------------------------------------------------------------------- | --- | --- | ------ |
| DDR                                                                         | \| 3. Gruppenspieltag \| \| Donnerstag, 24. Juli 1980 um 18:00 Uhr (MEZ) in Kiew (Stadion der Republik) \| \| Zuschauer: 80.000 \| \| Schiedsrichter: Guillermo Velásquez ( Kolumbien) \| \| Spielbericht \|                                                       | \| 3. Gruppenspieltag \| \| Donnerstag, 24. Juli 1980 um 18:00 Uhr (MEZ) in Kiew (Stadion der Republik) \| \| Zuschauer: 80.000 \| \| Schiedsrichter: Guillermo Velásquez ( Kolumbien) \| \| Spielbericht \|                                                   | Syrien |
| DDR                                                                         | Bernd Jakubowski – Norbert Trieloff – Matthias Müller, Frank Baum – Frank Terletzki , Rüdiger Schnuphase, Lothar Hause, Wolfgang Steinbach (46. Matthias Liebers) – Jürgen Bähringer (67. Werner Peter), Dieter Kühn, Wolf-Rüdiger Netz Cheftrainer: Rudolf Krause | Ide Berakdar – Ibrahim Mouhallami – Jihad Chit, Mohamed Dahman, Riad Asfahani, Abdulfattah Hadna – Anouar Abdul-Kader, Kifork Mardakyan, Omar Aleiane Hojer (46. Fouad Aref) – Samer Assassa (73. Elia Nabil Shana), Ahmed Haouache Cheftrainer: Joseph Chadli | Syrien |
| DDR                                                                         | 1:0 Hause (6.) 2:0 Netz (25.) 3:0 Netz (45.) 4:0 Peter (75.) 5:0 Terletzki (82.) | | Syrien |
| DDR                                                                         | Assassa (2.), Chit (18.) | | Syrien |
| 3. Gruppenspieltag                                                          | | |        |
| Donnerstag, 24. Juli 1980 um 18:00 Uhr (MEZ) in Kiew (Stadion der Republik) | | |        |
| Zuschauer: 80.000                                                           | | |        |
| Schiedsrichter: Guillermo Velásquez ( Kolumbien)                            | | |        |
| Spielbericht                                                                | | |        |

### Spanien – Algerien 1:1 (1:0)
| Spanien                                                                | Spanien | Algerien | Algerien |
| ---------------------------------------------------------------------- | --- | --- | -------- |
| Spanien                                                                | \| 3. Gruppenspieltag \| \| Donnerstag, 24. Juli 1980 um 18:00 Uhr (MEZ) in Minsk (Dinamo-Stadion) \| \| Schiedsrichter: Eldar Asimsade ( Sowjetunion) \| \| Spielbericht \| | \| 3. Gruppenspieltag \| \| Donnerstag, 24. Juli 1980 um 18:00 Uhr (MEZ) in Minsk (Dinamo-Stadion) \| \| Schiedsrichter: Eldar Asimsade ( Sowjetunion) \| \| Spielbericht \|                                                                    | Algerien |
| Spanien                                                                | Francisco Buyo – Agustín Gajate – Santiago Urquiaga, Miguel De Andres, Quique Ramos (66. Juan Antonio Felipe) – Joaquín Alonso, Víctor Muñoz, David López Fernández – Poli Rincón, Marcos Alonso Peña, Ángel González (66. Urbano Ortega) Cheftrainer: José Santamaría ( Uruguay) | Mourad Amara – Mahmoud Guendouz – Chaabane Merzekane, Abderrahmane Derouaz, Salah Larbès – Bouzid Mahyouz (51. Lakhdar Belloumi), Ali Fergani , Mohamed Ouamar Ghrib – Tedj Bensaoula, Rabah Madjer, Salah Assad Cheftrainer: Mahieddine Khalef | Algerien |
| Spanien                                                                | 1:0 Rincón (38.) | 1:1 Belloumi (63.) | Algerien |
| Spanien                                                                | Rincón (65.), David López Fernández (87.) | Guendouz (42.) | Algerien |
| 3. Gruppenspieltag                                                     | | |          |
| Donnerstag, 24. Juli 1980 um 18:00 Uhr (MEZ) in Minsk (Dinamo-Stadion) | | |          |
| Schiedsrichter: Eldar Asimsade ( Sowjetunion)                          | | |          |
| Spielbericht                                                           | | |          |